# Loveninjas
Loveninjas är ett svenskt indieband. Gruppen har gett ut tre EP-skivor och ett studioalbum, primärt på skivbolaget Labrador.

## Diskografi

### Album
- 2006 - The Secret of the Loveninjas

### EP
- 2005 - I'm Really Sorry (That I Killed You)
- 2005 - Keep Your Love
- 2006 - I Wanna Be Like Johnny C

### Fotnoter
1. ↑  ”Loveninjas”. Labrador Records. Arkiverad från originalet den 25 december 2011. https://web.archive.org/web/20111225125736/http://www.labrador.se/releases/loveninjas.php3. Läst 20 december 2011.